# Wieslaw Hudon
Pour les articles homonymes, voir Hudon.
Wieslaw Hudon  (né en 1943) est un critique d'art, un photographe et un cinéaste polonais.

## Biographie
En 1970, il est diplômé de l'université de Varsovie.
En 1978, il monte le film À chacun son Borinage, Images d'Henri Storck sur base des épreuves de tournage de Misère au Borinage de Joris Ivens et Henri Storck.

## Expositions
- 2007 : Paysages à l'entour, Galeries Dudelange, Dudelange, Luxembourg
- 2004 : Muzeum Sztuki w Lodzi, Lodz, Pologne